# Tres líneas

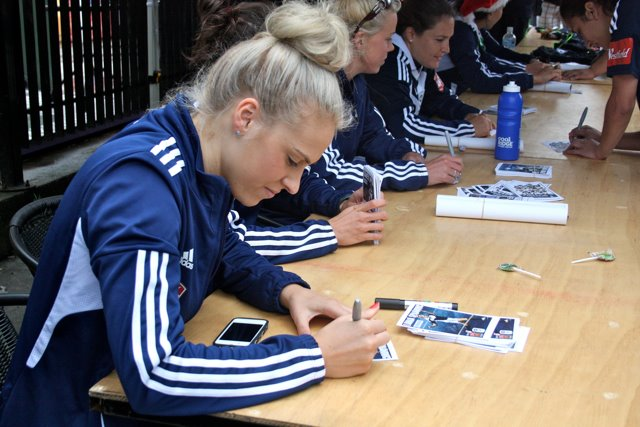
Las tres líneas es la marca de Adidas.

Las tres líneas es la marca que identifica a la corporación alemana Adidas, consta de tres rayas paralelas que adornan su ropa deportiva de manera característica y fue usada por primera vez en 1949.
El fundador de Adidas, Adolf Dassler, las implantó originalmente al costado de las zapatillas de deporte y describió a la marca como: «la compañía de las tres líneas».

## Historia

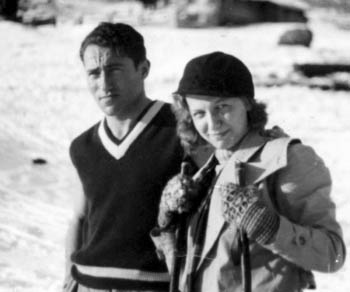
Adolf Dassler compró la marca a la empresa finlandesa Karhu.

La marca de las tres rayas fue creada en los años 1940 por la marca finlandesa de ropa deportiva Karhu, el Museo Finlandés del Deporte tiene un par de zapatillas con las tres líneas de la empresa. En 1952 Adolf Dassler adquirió la marca a Karhu por dos botellas de whisky y el equivalente a € 1.600, durante los Juegos Olímpicos de Helsinki.
En 1971 la compañía diseñó el logotipo del trifolio y lo lanzó justo a tiempo para los Juegos Olímpicos de Múnich 1972. El logo duró hasta que 1997, cuándo Adidas lo reemplazó por el actual que exalta las tres rayas.

## Branding en los deportes

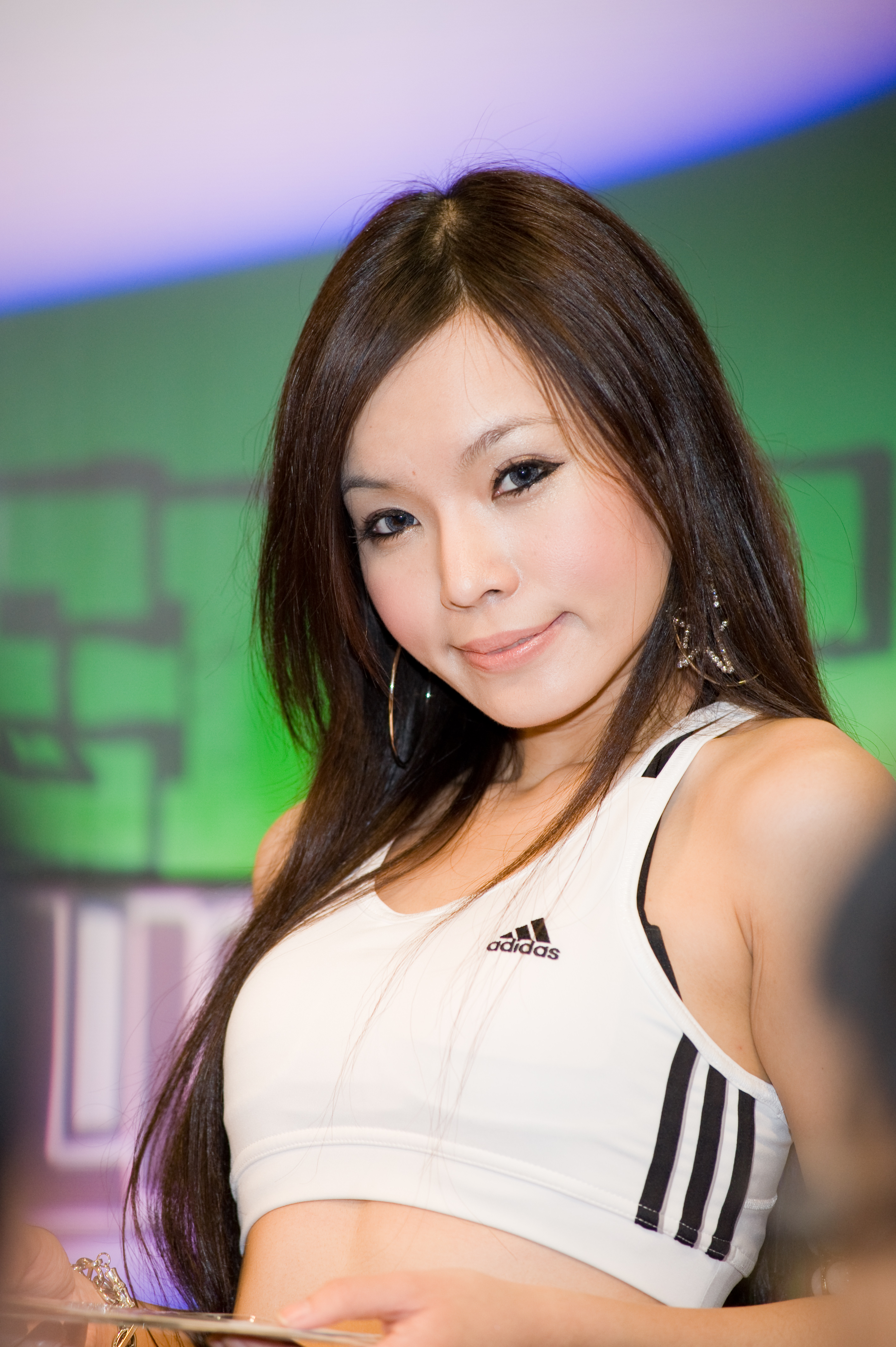
Promoción de Adidas para el recorte de las líneas, tras la regulación de UEFA en 2008.

En 1998 Adidas demandó a la National Collegiate Athletic Association por sus reglas que limitaban el tamaño y el número de logotipos comerciales en los uniformes y la ropa del equipo. Adidas retiró la demanda y los dos grupos establecieron pautas sobre qué diseños de tres líneas se considerarían usos de la empresa alemana.
En 2004 los fabricantes rivales de productos deportivos presentaron una queja ante el Comité Olímpico Internacional, para que a Adidas no se le permitiera exceder el límite de 20 cm2 permitido para las marcas. La empresa alemana argumentó que el dispositivo de marca registrada era un elemento de diseño en lugar de un logotipo y, a pesar de ser un patrocinador del COI (lo que llevó a acusaciones de trato preferencial), las tres rayas fueron prohibidas por el movimiento olímpico a partir de los Juegos Olímpicos de Turín 2006.  Aun así, Adidas eludió la prohibición para las olimpiadas utilizando un diseño modificado de tres líneas y combinándolas con el número 3.
En 2006 Adidas demandó al All England Lawn Tennis and Croquet Club (organizador del campeonato de Wimbledon) y a la Federación Internacional de Tenis por las restricciones impuestas a las identificaciones de los fabricantes en la ropa de los tenistas.
Antes de la Eurocopa 2008 la UEFA actualizó sus regulaciones de indumentaria, para exigir una «zona libre de mangas» en las camisetas y dar cabida a las marcas de la competición. Esto afectó a Adidas al prohibir el uso de rayas continuas en las mangas, pero no modificaron la identificación de la misma. La FIFA aprobó la misma legislación y la implementó en la Copa Mundial de Fútbol de 2010. 

## En la cultura popular

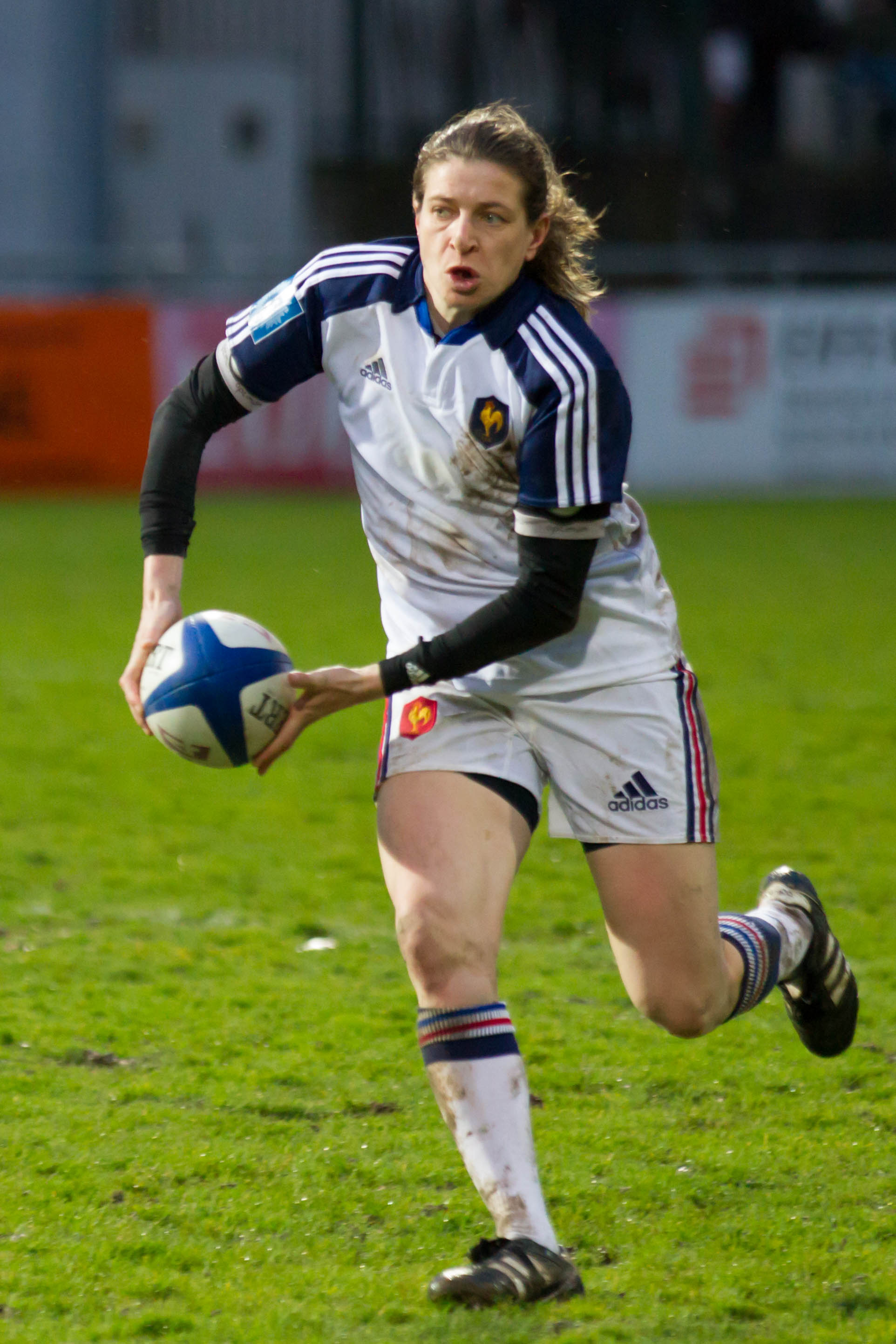
Las tres líneas están en casi todos los deportes.

El dictador cubano Fidel Castro, en su ancianidad se mostraba con chándales de Adidas. Irónicamente, la marca alemana estaba prohibida en Cuba.
Desde los Juegos Olímpicos de Moscú 1980 Adidas ha sido la marca registrada de los gopniks, una subcultura de jóvenes de la ex Unión Soviética; pandillas oyentes de hard Bass y adictos al vodka.
En América Latina y el Caribe las pandillas a menudo visten ropa con las tres líneas.

## Disputas de marca

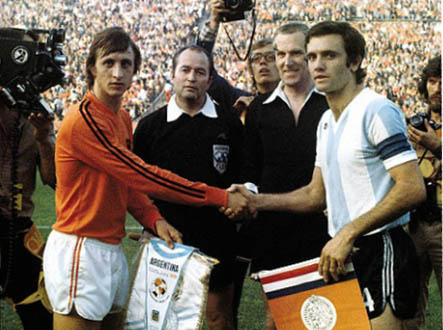
Cruyff solo vistió dos líneas en 1974.

En 1974 debido a un contrato de exclusividad, el futbolista Johan Cruyff vestía su uniforme Adidas de los Países Bajos en Alemania 74 con solo dos líneas en lugar de tres.
En 1983 Adidas tuvo un pleito judicial con la indumentaria irlandesa O'Neills. En 1995 resolvió una disputa judicial con Walmart. Y también ha resuelto con Nordstrom, Steve Madden y Target Corporation antes de ir a juicio.
Desde entonces ha demandado o intimado a los minoristas para proteger su marca, incluyendo los siguientes casos:

### Años 2000
- 2000: Marca Modo v Adidas decidido en el Tribunal europeo de Justice (Caso C-425/98)[14][17]
- 2002: resuelto con Walmart[15]
- 2003: archivado un pleito en un tribunal británico Forma física desafiante el uso del comercio Mundial de un motivo de dos rayas similar a Adidas  tres rayas.[18][19][17]
- 2004 (agosto): Polo Ralph Lauren[20]
- 2005: Abercrombie & Fitch, en Portland[20]
- 2005 (Marcha): Tribunal holandés de Apelar decidido que Adidas hubo no suficientemente demostró que el Marca diseño de dos rayas  no infringe, basado en el Benelux Acto de Marcas. (Ve Benelux Oficina para Propiedad Intelectual)[21]
- En 2007 el tribunal Supremo Neerlandés falló que las dos rayas de la Marca Mode: no infringen la marca Adidas.[22]
- En 2008 tuvo varios litigios: en abril la Corte de Justicia Europea decidió a favor de Adidas contra Marca Mode, C&A, H&M Hennes & Mauritz y Vendex KBB, sobre que sólo dos rayas infringían la marca Adidas.[23][24]
- 2008 Kmart en mayo.[16] Payless ShoeSource fue ordenado a pagarle $304.6 millones, aunque más tarde se lo redujo a $64.4 millones.[16][25]
- 2008 (octubre): Wal-Mart Inc. de Tiendas, tercer poblamiento confidencial.[15][16][26]
- 2009: Inc. de Grupo del Aldo, archivó 14 enero en tribunal federal en Portland, reclamando una ruptura de fuera-de-poblamientos de tribunal entre las compañías en 2004 y 2006. Adidas Inc. de América v. Inc. de Grupo del Aldo, 3:09- cv-00056 [16]

### Unión Europea
En 2014 Adidas registra exitosamente el diseño de las tres rayas como su propiedad en la Unión Europea. Pero en 2016 la oficina de Propiedad Intelectual de la UE (EUIPO), anuló la inscripción de 2014.
En 2019 el Tribunal General de la UE confirma la decisión de 2016 de la EUIPO, afirmando que la marca no tenía suficiente «carácter distintivo».